# イデアル (小説)
『イデアル』（原題: Ideal）は、2015年に出版されたアイン・ランドの小説である。
初版（2015年7月7日刊行）には小説版に加え戯曲版も収録されている。

## あらすじ
大富豪のグラントン・セイヤーズが殺される。グラントンは、殺害された晩、有名女優のケイ・ゴンダと夕食を共にしていた。ゴンダは逃走する。逃走したゴンダを、警察とジャーナリストのモリソン・ピケンズが追う。ピケンズは、ゴンダの広報担当者であるミック・ワッツを訪問する。酒に酔ったワッツはくだをまきながら、ゴンダは「大した探しもの（great quest）」をしているのだと述べる。ゴンダは、ロサンゼルスのファンたちから受け取ったファンレター6通を携え、差出人を訪問していく。訪問する先々で、ゴンダは自分を匿ってくれるように頼むが、失望を繰り返す。
1人目のジョージ・パーキンスは、最初ゴンダを匿うことに同意するが、妻に反対されて翻意する。2人目のジェレミア・スライニーは、ゴンダを一晩泊めることに同意し、妻も反対しない。しかしこの夫婦が自分を警察に売り渡す相談をしているのを聞き、ゴンダは逃走する。画家のドワイト・ラングレーは、ゴンダの顔を何度も描いたとファンレターに書いていたが、訪れたゴンダを本人だとわからない。4人目のクロード・イグネイシアス・ヒックスは信心深い人物で、ゴンダに自首して罪を告白するように説く。5人目のディートリヒ・フォン・エステルアジは、ゴンダを喜んで匿うと述べるものの、招き入れた彼女を強姦しようとする。
最後のジョニー・ドーズだけが、ファンレターに書いていたことに忠実だった。ドーズがファンレターで伝えていた賞賛の思いを、彼女は繰り返し破壊しようとする。ゴンダはドーズに、自分は「スタジオの男たちと片っぱしから寝た」と言う。また彼女の財産と人脈を食い物にするように、ドーズをそそのかす。ドーズは、自分は彼女に望んだものすべてを、既に彼女から与えられていると言う。ゴンダは、目撃者は誰もいないが、自分はたしかにセイヤーズを殺したとドーズに言う。ドーズは、その晩彼女を泊める。翌朝ドーズは、自分には彼女を助ける腹案があると言う。ドーズは彼女に、車を運転して街を出て、翌日の晩戻って来るように言う。ゴンダが戻ってみると、ドーズは自殺していた。ドーズは、自分がセイヤーズを殺したという嘘の自白を残していた。セイヤーズの遺された妻の証言で、セイヤーズの死は自殺だったことが明らかになる。ゴンダは、セイヤーズの死には始めから無関係だった。
しらふのワッツがゴンダに向かい、彼女がドーズを自殺させたのだと言う。ゴンダは、自分がついた嘘は「私が今までした中で最高の親切」だったと答える。

## 刊行の経緯
ランドは本作品を1934年、29歳のときに執筆した。強固な反共産主義者であったために身の危険を感じたソビエト連邦からアメリカ合衆国に移住して、8年目だった。当時彼女はロサンゼルスに住み、ハリウッドでセシル・B・デミルの下級シナリオライターとして働いた後、RKOスタジオの衣装部門で働いていた。本作品は、ランドが当時執筆した初期の作品のうち、彼女の生前は出版されなかったものの一つである。
当初ランドは本作品を戯曲として執筆したが、プロデューサーのなり手が見つからなかった。彼女の未発表のフィクションを集めて1984年に発刊された『アイン・ランド初期作品集』（The Early Ayn Rand）にこの戯曲版が収録されたが、小説版は収録されていなかった。

## 評価
「ニューヨーク・タイムズ」紙はレビュー欄で本作品をランドの他の小説と比較し、本作品は説教くさいセリフ、大衆への蔑視といったランド作品のネガティブな面を示していると述べた。「ガーディアンg」紙は、表現が拙くドラマらしい相克にも欠けるとして本作品を酷評した。